# Абдумаликов, Абдулазиз Абдувахабович
Абдулазиз Абдувахабович Абдумаликов (узб. Abdulaziz Abduvahobovich Abdumalikov; 11 сентября 1945 года, Ташкент, УзССР, СССР — 10 октября 2020, Ташкент, Узбекистан) — узбекский физик, профессор, доктор наук, член корреспондент Международной Академии педагогического образования.

## Биография
Абдулазиз родился 11 сентября 1945 года в Ташкенте. В 1969 году окончил Ташкентский государственный университет. С 1993 года является доктором физико-математических наук, член корреспондент Международной Академии педагогического образования. Проработал в Ташкентском государственном университете 48 лет на должности профессора физики.

## Научные труды
Автор научных книг и статей в престижных республиканских журналах. Им написаны:
- 1964 — Исследование спектров конверсионных электронов изотопов эрбия и гольмия с Т'½≤18 ксек. Р-1509 [Текст] / Объедин. ин-т ядерных исследования. Лаборатория ядерных проблем ; А. А. Абдумаликов, А. А. Абдуразаков, К. Я. Громов и др. - Дубна : [б. и.], 1964.

- 1965 — Новые данные о распаде Ce¹³⁵ [Текст] / А. А. Абдумаликов, А. А. Абдуразаков, С. Б. Бурибаев и др. - [Дубна] : [б. и.], [1965]. - 10 с. : схем.; 22 см. - (Издания/ Объедин. ин-т ядерных исследований. Лаборатория ядерных проблем; Р-2235).

- 1965 — Спектры конверсионных электронов изотопов Ce¹³³ и Ce¹³² [Текст] / А. А. Абдумаликов, А. А. Абдуразаков, К. Я. Громов, Н. А. Лебедев. - [Дубна] : [б. и.], [1965]. - 6 с.;
- 1966 — книга «Исследование свойств нейтронодефицитных изотопов иттербия, тулия, и церия»
- 1967 —  О распаде 166Tu [Текст] / А. Абдумаликов, И. Адам, Я. Врзал и др. - [Дубна] : [б. и.], [1967]. - 34 с. : черт.; 21 см. - (Издания/ Объедин. ин-т ядерных исследований. Лаборатория ядерных проблем; Р-6-3343).
- 1969 — Возбужденные состояния деформированных ядер с 93, 95 и 97 нейтронами [Текст] / А. А. Абдумаликов, А. А. Абдуразаков, К. Я. Громов и др. - [Дубна] : [б. и.], [1969]. - 4 т.
- 1977 — кандидатская диссертация на тему «Теория некоторых нелинейных оптических эффектов в конденсированных средах»[источник не указан 796 дней]
- 1977 — книга «Теоретические исследования некоторых нелинейных оптических явлений в резонансных условиях»[источник не указан 796 дней]
- 1981 — Исследование возбужденных состояний нечетно-нечетных ядер с массовым числом А-134, 136.138 / А. А. Абдумаликов, А. Жумамуратов, Т. А. Исламов и др. - Дубна : ОИЯИ, 1981. - 24 с.
- 1982 — О возможности использования широкого источника в спектрографах с однородным магнитным полем / А. А. Абдумаликов, А. А. Абдуразаков, А. Х. Иноятов и др. - Ленинград : ЛИЯФ, 1982. - 23 с. : граф.; 20 см. - (АН СССР, Ленингр. ин-т ядер. физики им. Б. П. Константинова. N 771; ;).
- 1982 — книга «Солитоны в деформированной анизатропной ферромагнитной цепочке»[2]
- 1987 — Позиционно-чувствительный детектор на основе МКП и использование его в бета-спектрографе / А. А. Абдумаликов, А. А. Абдуразаков, Ю. С. Блинников и др. - Ленинград : ЛИЯФ, 1987. - 21 с. : ил.; 21 см. - (Препр. АН СССР, Ленингр. ин-т ядер. физики им. Б. П. Константинова; N1291)
- 1993 — докторская диссертация на тему «Теория нелинейных волн в неоднородных средах со спонтанно-нарушенной симметрией»[источник не указан 796 дней]
- 1997 — книга «Распад Yu166»[источник не указан 796 дней]
- 1997 — учебное пособие «Солитонлар назарияси асослари»
- 2003 — учебное пособие «Статистик физика, термодинамика ва кинетика»[источник не указан 796 дней]

Под его редакцией были написаны 4 части «Nazariy fizika», также является автором научной публикации «Modulational instability of matter waves under strong nonlinearity management».